# Il successo/Mi piange il cuore
Il successo/Mi piange il cuore è un singolo discografico del 1967 di Jonathan & Michelle.

## Descrizione
Il successo è il brano con cui il duo partecipò al Festival delle Rose 1967 in abbinamento con i The Pops e con il coautore, il cantautore Alberto Anelli.
Il brano, pubblicato solo su questo 45 giri, venne poi inserito nella ristampa su CD dell'album Jonathan & Michelle, pubblicato nel 1996 dalla On Sale Music, mentre Mi piange il cuore era già presente nella versione originale.

## Tracce
Lato A
1. Il successo (testo: Herbert Pagani – musica: Alberto Anelli)

Lato B
1. Mi piange il cuore (cover di J'ai le coeur gros[1][8]) (testo: Sergio Bardotti – musica: Hugues Aufray)